# Носково (Варгашинський район)
Носко́во (рос. Носково) — присілок у складі Варгашинського району Курганської області, Росія. Входить до складу Варгашинської селищної ради.
Населення — 26 осіб (2010, 66 у 2002).